# 白玛曲林寺 (聂拉木县)
白玛曲林寺，位于西藏自治区日喀则市聂拉木县波绒乡白玛曲林村，是一座藏传佛教寺院。

## 简介
白玛曲林寺位于西藏自治区日喀则市聂拉木县，是聂拉木县主要藏传佛教寺庙之一，也是聂拉木县宗教活动场所之一。
到21世纪初，白玛曲林寺建寺已有七八百年。山东烟台援藏的对口单位是聂拉木县。其中，烟台第六批援藏干部曾为修缮白玛曲林寺投入了大批资金和精力，烟台第七批援藏干部2014年继续维修该寺。该寺新修了僧舍、道路，并且通水，通电，通闭路电视，还有了办公场所、住宿场所，有了自己的经费，有寺管人员，有制度，实现了“六通九有”。除了修缮白玛曲林寺外，烟台第七批援藏干部还筹资130万元，对琐作乡卡久村查嘎寺进行大修。
2013年度西藏自治区和谐模范寺庙暨爱国守法先进僧尼评选中，白玛曲林寺5名僧人被评为西藏自治区爱国守法先进僧尼。
2015年4月25日，尼泊尔发生强烈地震，聂拉木县境内白玛曲林寺等11座寺庙、拉康未受明显影响。